# Табивере (станция)
Та́бивере (эст. Tabivere raudteejaam) — железнодорожная станция в деревне Табивере в волости Тарту уезда Тартумаа (Эстония), на линии Тапа — Тарту. Находится в 90,7 км от Тапа, 21,8 км от Тарту и в 168,3 км от Таллина.

## История
Станция Табивере была построена в ходе строительства железной дороги Тапс — Дерпт (ныне Тапа — Тарту), ответвления от Балтийской железной дороги, и открыта одновременно с началом движения поездов по новой дороге. Станция и примыкающие к ней пути были построены на землях, выкупленных у рыцарской мызы Волди (ныне мыза Табивере), по которой получила свое название.
В 1925 году, после фактического обретения независимости Эстонской Республикой, станция получила эстонское название Табивере. Тем не менее, это, казалось бы, логичное с немецкого на эстонское название, переименование вызвало немалый протест у местных жителей.
Дело в том, что название Волди было как раз эстонским просторечным деривативом от имени владельца мызы в конце 1690-х гг., шведского капитана Адама Отто фон Вольфельда. Напротив, в качестве немецкого названия мызы часто фигурировало Таббифер — германизированное эстонское Табивере. Имея в виду эстонское происхождение обиходного немецкого названия, известный эстонский фольклорист [[Эйзен, Маттиас Иоганн[|Маттиас Иоганн Эйзен]] при поддержке Академического общества родного языка, «продавил» название станции Табивере. Между тем местным жителям оно не нравилось, как из-за того, что имело хождение в немецкой речи, так и из-за того, что "Табивере" можно было перевести с эстонкого как «убийца» или «кровопийца» (от „Тапи“ — мифологический лесной дух и „вери“ — кровь). Предлагалось назвать станцию Саадъярве, по имени расположенной неподалеку деревни, имеющей для эстонцев сакральное значение, потому что там находится «камень Калевипоэга», но это сделано не было.
Станция Табивере выделяется своим деревянным вокзалом, необычным для архитектуры деревянных вокзальных зданий Эстонии, построенным в 1877 году. Построенный как длинный приземистый вдоль платформы, пересекаемый двумя выступающими неширокими объёмами с высокими двускатными крышами, украшенный обшивкой из фасадных досок, скосами балок и резными наличниками, вокзал своим архитектурным стилем напоминает как старинную русскую деревянную архитектуру, так и швейцарские шале. К сожалению, из-за низкого пассажиропотока здание вокзала не используется, стоит заколоченным и находится в плохом состоянии.

## Настоящее время
Станция является грузо-пассажирской, осуществляет как посадку и высадку пассажиров на (из) поездов регионального сообщения, так и приём и выдачу грузов повагонными и мелкими отправками.
В рамках программы «Подъём пассажирских платформ до высоты, принятой в Европе» (эст. Reisiplatvormide viimine eurokõrgusele) на станции Табивере была построена островная платформа высотой 55 см, подходящая для используемых в региональных пассажирских перевозках поездов Stadler FLIRT.

## Пассажирское сообщение по станции
До распада СССР на станции Табивере останавливались пассажирские поезда дальнего следования  №651/652 Таллин — Рига (через Тарту — Валгу) и №655/656 Таллин — Псков. Псковский поезда прекратил движение в 2001 году — главным образом, из-за введения государственных границ у ставших независимыми прибалтийских стран, что вызвало увеличение времени стоянки на приграничных станциях для осуществления паспортного и таможенного контроля и резкое снижение пассажиропотока. Попытки возобновления движения поездов дальнего следования по этим направлениям в 2000-е годы успеха не имели.
В настоящее время станция Табивере постоянно обслуживает только региональные поезда компании Elron, являющейся оператором движения пригородных и региональных поездов по железнодорожным линиям Эстонии.
На станции останавливаются поезда, не являющиеся экспрессами, следующие от станции Таллин (Балтийский вокзал) до конечной станции Тарту, а также следующие в обратном направлении. Экспрессы до Тарту, в том числе следующие далее до станций Валга и Койдула, на станции Табивере не останавливаются.
| Предыдущая остановка | Остановка пассажирских поездов на восточных линиях Elron | Следующая остановка |
| Каарепере            | Табивере                                                 | Кяркна              |